# Babín (les)
Babín je les rozkládající se východně od Nymburka. Les protíná Železniční trať Praha – Lysá nad Labem – Kolín, na které leží odbočka Babín.

## Kulturní odkazy
Les je dějištěm divadelní hry Jaroslava Koloděje Čarodějnice z Babína. 